# Nedre Dovasjön
Nedre Dovasjön är en sjö i Hylte kommun i Småland och ingår i Fylleåns huvudavrinningsområde. Sjön har en area på 0,0897 kvadratkilometer och ligger 148,5 meter över havet. Sjön avvattnas av vattendraget Fylleån.

## Delavrinningsområde
Nedre Dovasjön ingår i det delavrinningsområde (630494-134735) som SMHI kallar för Utloppet av Nedre Dovasjön. Medelhöjden är 157 meter över havet och ytan är 0,6 kvadratkilometer. Räknas de 14 avrinningsområdena uppströms in blir den ackumulerade arean 51,18 kvadratkilometer. Avrinningsområdets utflöde Fylleån mynnar i havet. Avrinningsområdet består mestadels av skog (85 procent). Avrinningsområdet har 0,08 kvadratkilometer vattenytor vilket ger det en sjöprocent på 13,7 procent.